# Stanley, North Dakota
Stanley är administrativ huvudort i Mountrail County i North Dakota. Orten har fått sitt namn efter bosättaren King Stanley. Enligt 2020 års folkräkning hade Stanley 2 321 invånare. Stanley planlades 1902.